# Gustav Zschierlich
Gustav Zschierlich (* 14. Februar 1837 in Waltersdorf; † 23. November 1925 in Geyer) war ein deutscher Unternehmer und konservativer Politiker.

## Leben und Wirken
Zschierlich besuchte die Volksschule in seinem Heimatdorf Waltersdorf und anschließend die Gewerbeschule in Zittau. An seine Schulbildung schloss er eine Kaufmannslehre in dem Kolonialwarenladen von Heinrich Georgi in Dresden an. Ab 1856 war er als Reisender für Landesprodukte- und Zigarrengroßgeschäfte unterwegs und deckte dabei Sachsen, Schlesien und Bayern ab. Im April 1859 gründete er ein eigenes Zigarren-Großgeschäft in der westsächsischen Industriestadt Chemnitz, das er später mit einem Kolonialwarenladen verband.
Im April 1877 erwarb er in Geyer das dortige Vitriol- und Schwefelwerk und siedelte in die erzgebirgische Bergstadt über. Das Werk wandelte er in eine Erdfarbenfabrik um und betrieb Bergbau auf Farbenerden, Kobalt, Wismut und Braunstein. 1884 wurde er Mitglied im Verein Deutscher Ingenieure (VDI) und gehörte dem Sächsischen Bezirksverein des VDI an. 1888 gründete er die Erzgebirgische Dynamit-Aktien-Gesellschaft in Geyer.
In einer Nachwahl für den aus dem Sächsischen Landtag ausgeschiedenen Abgeordneten Karl Albin Uhlmann wurde er 1901 im 17. städtischen Wahlkreis in die II. Landtagskammer gewählt, der er bis 1909 angehörte.
Sein Sohn, der Chemiker Walter Zschierlich, führte die väterlichen Unternehmen fort.